# Gagnefs pastorat
Gagnefs pastorat är ett pastorat i Falu-Nedansiljans kontrakt i Västerås stift i Gagnefs kommun i Dalarnas län. 
Pastoratet består sedan 1620-talet av följande församlingar:
- Gagnefs församling
- Mockfjärds församling
- Floda församling från 1999

Pastoratskod är 051209.